# إدوارد كيف
إدوارد كيف (بالإنجليزية: Edward Cave)‏؛ (27 فبراير 1691 - 10 يناير 1754)، طباع إنجليزي ومحرر وناشر. اعتبر بإنشائه مجلة السيد (The Gentleman's Magazine) على أنه أول من أنشأ مفهوم المجلة بمعناها المعاصر .

## حياته
ولد إدوارد لأب إسكافي في نيوتن في وارويكشاير، التحق بمدرسة متوسطة هناك، ولكن تم فصله منها بسبب تهمته بسرقة مدير المدرسة. عمل في العديد من المهن منها تجارة الأخشاب، صحفياً، وطباعاً.

## فكرة المجلة

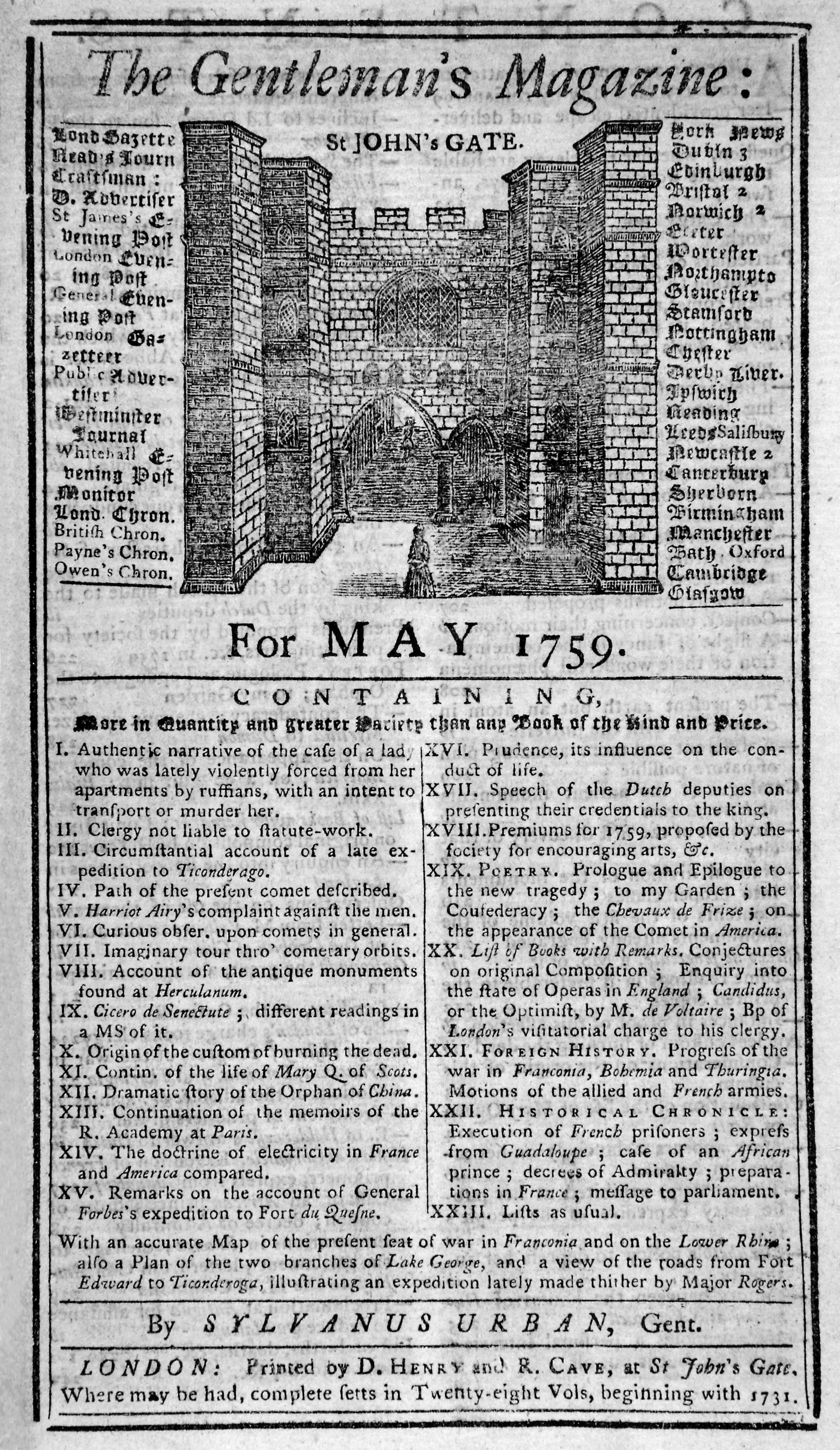
مجلة السيد،عدد مايو 1759

طوّر إدوارد كيف فكرة المطبوعة الدورية التي تغطي جميع المواضيع التي تهم عامة المثقفين بدءاً من التجارة وانتهاءً بالشعر، وحاول إقناع عدة مطابع ودور كتب في لندن بتبني فكرته. وعندما لم يبدِ أي أحد تحمساً للفكرة قام كيف بإصدار مجلة السيد (The Gentleman's Magazine) عام 1731 وفي وقت قصير أصبح أكثر الدوريات شهرة في ذلك الوقت، كما جعلت من صاحبها ثرياً.
كان إدوارد كيف رجل أعمال ذكي، حيث كرُس كل طاقته في المجلة، وكان يغادر مكتبه نادراً. قام بجلب مساهمات العديد من الكتاب المميزين وأشهرهم صمويل جونسون الذي كان يكنُّ الفضل لكيف في توظيفه لعدة سنوات. كما أن كيف نفسه قام بالتحرير في مجلته تحت اسم الكتابة سيلفانوس أوربان Sylvanus Urban.

## وصلات خارجية
- إدوارد كيف على موقع الموسوعة البريطانية (الإنجليزية)

- صفحات مجلة السيد على الإنترنت من عام 1731 إلى 1750.